# Mallerenga cendrosa
La mallerenga cendrosa (Melaniparus cinerascens) és una espècie d'ocell passeriforme que pertany a la família Pàrids pròpia de l'Àfrica austral.

## Distribució i hàbitat
Es troba a l'Àfrica austral, distribuït per Angola, Botswana, Namíbia, Sud-àfrica i Zimbàbue.
L'hàbitat natural són les sabanes seques.

## Taxonomia
Va ser descrita per l'ornitòleg francès Louis Jean Pierre Vieillot l'any 1818 i inicialment inclosa en el gènere Parus, però es va traslladar a Melaniparus després que una anàlisi filogenètica molecular publicada el 2013 demostrés que els membres del nou gènere formaven un clade diferent.
Es reconeixen dues subespècies:
- M. c. benguelae (Hall & Traylor, 1959) - sud-oest d'Angola i nord-oest de Namíbia.
- M. c. cinerascens (Vieillot, 1818) - Namíbia, Botswana, Zimbàbue i centre nord de Sud-àfrica.